# Gora pri Komendi
Gora pri Komendi – wieś w Słowenii, w gminie Komenda. W 2018 roku liczyła 232 mieszkańców.